# Burg Hopfen
Die Ruine der Burg Hopfen befindet sich auf einem Hügel über dem Füssener Ortsteil Hopfen am See im Landkreis Ostallgäu in Bayerisch-Schwaben. Von der hochmittelalterlichen Höhenburganlage haben sich noch einige Mauerreste erhalten.

## Geschichte

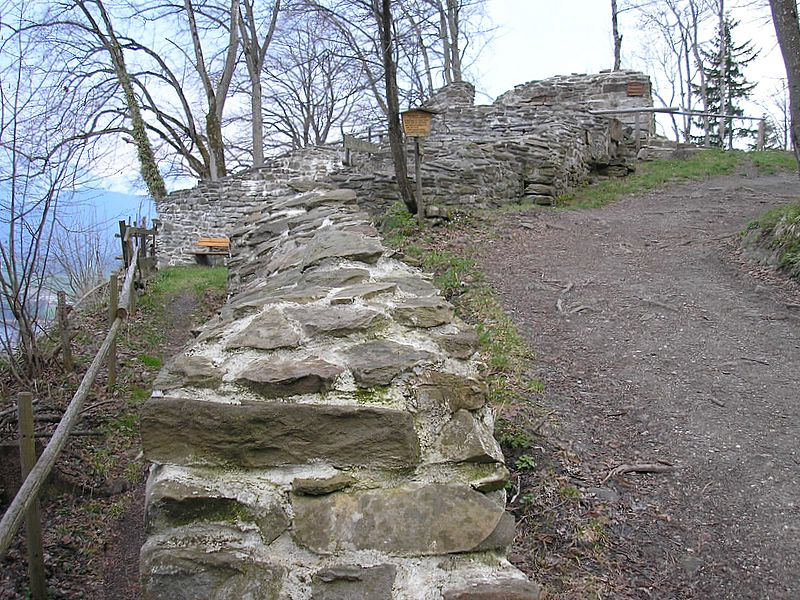
Im Vordergrund Reste der Ringmauer, dahinter die Ruinen der Kapelle und des Wohnturms

Die Ursprünge der Burg Hopfen sind unklar. Möglicherweise ist sie mit jener „festen Burg“ gleichzusetzen, in die sich der Augsburger Gegenbischof Wigolt 1078 während des Investiturstreites zurückzog.
1172 bis 1191 saß ein welfisches Dienstmannengeschlecht auf der Veste, das sich nach der Burg benannte. Anschließend ging die Anlage an das Hochstift Augsburg und diente bis 1322 als Amtssitz des Füssener Propstes.
Durch den Neubau des Hohen Schlosses zu Füssen im 15. Jahrhundert scheint die Burg entbehrlich geworden zu sein und begann zu verfallen.
Anfang des 18. Jahrhunderts wurde die Ruine als Steinbruch für den Umbau des Füssener Klosters St. Mang ausgebeutet.
1999 begann die Stadt Füssen unter der fachlichen Anleitung des Mittelalterarchäologen Joachim Zeune mit behutsamen Freilegungs- und Sanierungsarbeiten. Die Maßnahmen wurden vom Verkehrsverein Hopfen am See mit etlichen freiwilligen Helfern zehn Jahre lang Wochenendes durchgeführt. Die reichhaltige Fachdokumentation der ergrabenen Befunde und Funde ermöglichte es, die Gestalt und Baugeschichte der Burg schließlich zu rekonstruieren.

## Beschreibung
Im Zuge der Sanierungsmaßnahmen wurden die meterdicken Schuttschichten über dem Burgplatz abgeräumt und das freigelegte Mauerwerk konserviert. Die Mauerreste sind noch bis zu drei Meter hoch erhalten. Aus statischen Gründen mussten einige Mauerausbrüche ergänzt werden.
Die Gliederung der Burganlage ist heute wieder klar erkennbar. Der leicht erhöht liegenden Kernburg mit ihrem turmartigen Hauptbau (Wohnturm) und einer Kapelle war östlich ein großer Vorhof vorgelagert. Im Nordosten schützten zwei Abschnittsgräben und eine Vorburg die Veste, die an den anderen Seiten durch die Steilabfälle gesichert war.
Die Burg Hopfen ist als die früheste Steinburg des Allgäus von besonderer Bedeutung für die Burgenkunde. Die einfache Ringmauer ist noch nicht durch Turmbauten oder Bastionen bewehrt.
Heute wird die sanierte Burgruine jedoch hauptsächlich wegen der Aussicht auf die Ammergauer Alpen und die Tannheimer Berge aufgesucht. Sie wurde auch in ein grenzüberschreitendes Marketingkonzept einbezogen, das den Burgenreichtum der Region Ostallgäu-Ausserfern touristisch nutzen möchte.